# Giacomo Battistini
Pour les articles homonymes, voir Battistini.
Giacomo Battistini, né en 1665 et mort le 5 février 1719 à Novare, est un compositeur italien.

## Biographie
De 1694 à 1706, il est organiste à la cathédrale de Novare, puis à l'église San Gaudenzio. Il est le premier à avoir introduit, dans l'accompagnement instrumental d'église, le violoncelle.
Il compose plusieurs messes, des motets et des œuvres pour orgue. Il est aussi le compositeur du troisième acte du drame en musique Antemio in Roma avec Antonio Besozzi et D. Erba.